# Miguel Olaortúa Laspra
Miguel Olaortúa Laspra OSA (ur. 22 listopada 1962 w Bilbao, zm. 1 listopada 2019 w Iquitos) – hiszpański duchowny rzymskokatolicki, wikariusz apostolski Iquitos w Peru w latach 2011-2019.

## Życiorys
Święcenia kapłańskie otrzymał 4 października 1987 w zakonie augustianów. Po święceniach i studiach w Rzymie został skierowany do Saragossy w charakterze wikariusza parafii św. Rity. Pracował też jako koordynator duszpasterstwa w Kolegium św. Augustyna, a w 2002 został dyrektorem tego kolegium. W latach 1998–2010 radny prowincjalny.
2 lutego 2011 papież Benedykt XVI mianował go wikariuszem apostolskim Iquitos, ze stolicą tytularną Abbir Maius. Sakry biskupiej udzielił mu 16 kwietnia 2011 ówczesny ordynariusz Valladolid - arcybiskup Ricardo Blázquez.
Zmarł 1 listopada 2019.